# Les Compères (film, 1955)
Cet article concerne le film italien de 1955. Pour le film français de 1983, voir Les Compères.
Pour plus de détails, voir Fiche technique et Distribution.
Les Compères (I due compari) est une comédie italienne réalisée par Carlo Borghesio et sortie en 1955. 

## Synopsis
Giovanni Bellini arrondit ses fins de mois en étant vendeur ambulant de stylos sur les places de Rome, avec la complicité de son ami Francesco Esposito, dit Ciccillo. En réalité, les stylos qu'ils vendent sont faux et ne fonctionnent pas.
Giovanni a dû faire pendant de nombreuses années de grands sacrifices, allouant toutes les recettes de son commerce aux frais du prestigieux collège où il fait étudier sa fille Giulietta, à qui il a toujours fait croire qu'il était un riche industriel, portant également le titre de Commendatore. En attendant le retour de sa fille, qui a terminé ses études, il loue un modeste appartement dans un quartier populaire de Rome et l'équipe même d'un piano.
Le jour où Giulietta quitte l'internat, Giovanni va la chercher en empruntant une robe élégante à son voisin, le tailleur Vincenzo. Arrivés en train au collège, ils reçoivent une invitation du riche industriel Carletti, dont la fille, Albertina, également pensionnaire, est l'amie la plus proche de Giulietta. En réalité, l'invitation découle de la complicité entre les deux jeunes filles, car Giulietta est amoureuse, réciproquement, d'Enrico, le frère d'Albertina et le fils de l'industriel. Devant l'insistance de Ciccillo, Giovanni accepte et, faisant mine d'être un riche Commendatore et Ciccillo son secrétaire, ils reçoivent la famille Carletti et ses invités, dont le juge Settimio. Le même jour, Enrico demande à Giuletta sa main, ce qu'elle accepte.
Le lendemain, Giovanni, sa fille et Ciccillo retournent à Rome. Dans le train, Giovanni, bien qu'il le veuille, est incapable de révéler la vérité à sa fille. À la gare de Termini, ils rencontrent l'ingénieur qu'ils avaient rencontré lors de leur visite au collège. Il les incite à descendre à l'hôtel Mediterraneo, qui coûte très cher. Giovanni n'ose pas se dérober à l'invitation, de peur que sa véritable pauvreté n'apparaisse devant sa fille. Il doit cependant trouver de l'argent pour payer l'hôtel et décide donc d'accompagner Ciccillo pour vendre des stylos, mais il est dénoncé par un passant comme étant un escroc et arrêté par deux officiers de police. Giulietta, sortant de l'hôtel pour se promener, voit son père emmené au commissariat et le suit, croyant à un malentendu. Mais devant le commissaire, Giovanni est contraint de révéler la vérité à sa fille. Le commissaire, impitoyable, le laisse partir et tous deux retournent à l'appartement.
Au bout d'un certain temps, alors que Giovanni et Ciccillo sont retournés à leurs affaires, Giulietta reçoit la visite de Carletti, à qui elle fait savoir qu'elle ne veut plus épouser Enrico, pour qui elle ne se sent plus à la hauteur. Carletti, par l'intermédiaire du concierge du palais, apprend la vérité sur Giovanni et le fait qu'il est récemment rentré en Italie. Giuletta, accablée par tous ces faits, et ayant également perdu le piano confisqué pour non-paiement, tombe dans une profonde dépression.
Carletti, cependant, se rend compte que les sentiments de son fils Enrico pour la jeune fille sont sincères et décide alors de passer outre à la tromperie de Giovanni et d'ignorer les différences sociales, approuvant ainsi le mariage entre les deux.

## Fiche technique
- Titre français : Les Compères[1]
- Titre italien original : I due compari[2],[3]
- Réalisateur : Carlo Borghesio
- Scénario : Steno, Mario Monicelli, Faele (it) (sous son vrai nom « Raffaele Sposito »), Leo Benvenuti
- Photographie : Aldo Giordani (it)
- Montage : Lina Caterini, Rolando Benedetti
- Musique : Carlo Rustichelli
- Décors : Flavio Mogherini
- Costumes : Luciana Marinucci
- Production : Luigi Rovere
- Société de production : Cines, Imperial Film
- Pays de production :  Italie
- Langues originales : italien
- Format : Noir et blanc - 1,37:1 - Son mono - 35 mm
- Durée : 90 minutes
- Genre : Comédie
- Dates de sortie :
  - Italie : 6 octobre 1955

## Distribution
- Aldo Fabrizi : Giovanni Bellini
- Peppino De Filippo : Ciccillo
- Carlo Ninchi : industriel Carletti
- Giulia Rubini : Giulietta Bellini
- Germana Paolieri : Mme Carletti
- Giacomo Furia : Vincenzo, le tailleur
- Ilse Petersen : Albertina Carletti
- Leonardo Botta : Enrico Carletti
- Loris Gizzi : ingénieur
- Vincenzo Talarico (en) : Lorenzucci
- Pietro Carloni : commissaire
- Lidia Martora : directrice du collège
- Rosita Pisano : femme du tailleur
- Mario Siletti : juge Settimio
- Lia Reiner : Carlotta